# 法性寺 (京都市東山区)
法性寺（ほっしょうじ）は、京都市東山区本町にある浄土宗西山禅林寺派の寺院（尼寺）。山号は大悲山。本尊は千手観音。洛陽三十三所観音霊場第21番札所。

## 歴史
延長2年（924年）に藤原忠平によって創建されたと伝えられる。以後、藤原氏の寺として栄え、藤原忠通（法性寺入道）の時代には、現在の東福寺と泉涌寺の寺域まで境内地であった。広大な寺域に大伽藍を構えて京洛21カ寺の一刹に数えられている。
しかし、兵火によって衰微すると、延応元年（1239年）に九条道家によって境内地をさかれて新たに東福寺が建立されたり、泉涌寺が規模を大きくしていったため、それに伴って法性寺の境内は縮小を余儀なくされた。
応仁の乱で被害を受けると遂に衰退してしまった。現在の法性寺は明治維新後にかつての名前を継いで再興されたものである。本尊の千手観世音菩薩像（国宝、厄除観世音）は、かつての法性寺灌頂堂の本尊であったとされる。
なお、東福寺の塔頭・同聚院（どうじゅいん）に安置されている木造不動明王坐像（重要文化財）は、寛弘3年（1006年）に藤原道長が建立した法性寺五大堂の中尊と伝えられている。定朝の父である康尚の作といわれている。

## 境内
- 本堂
- 庫裏
- 五重石塔
- 稲荷社
- 山門

## 文化財

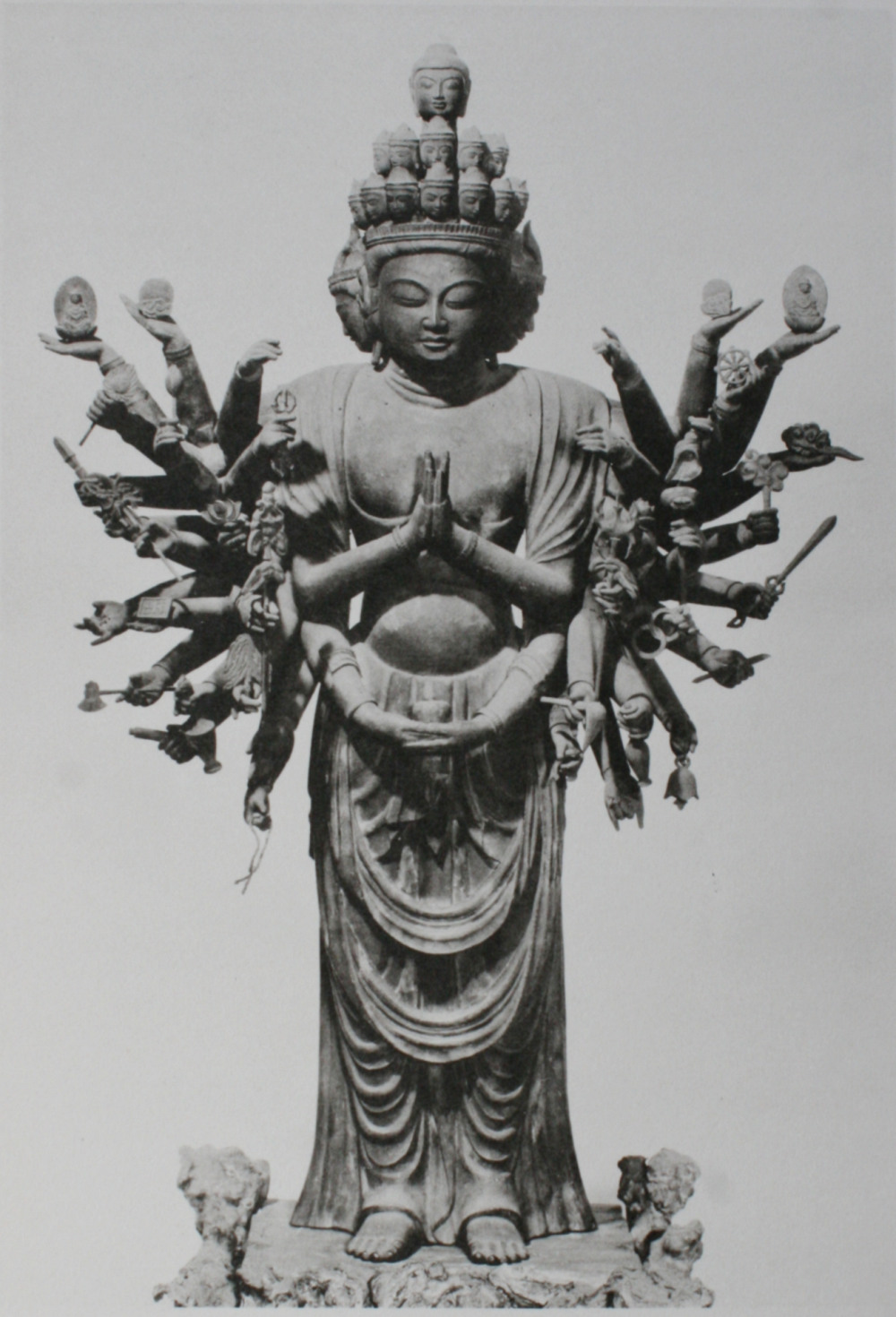
千手観音立像

### 国宝
- 木造千手観音立像 - 正面に加え左右にも顔があり、さらに頭上に25面あり、合わせて28面の顔を持っている珍しい様式の観音像である。藤原忠通の病を数日で回復させたことから「厄除観世音」と呼ばれる。

## 前後の札所
洛陽三十三所観音霊場
20 泉涌寺　-　21 法性寺　-　22 城興寺

## 拝観
内部を拝観する場合には、事前に申請が必要である。